# 蘭蓋夫尼
蘭蓋夫尼（英語：Llangefni）是位於英國威爾斯安格爾西島的一座城鎮，也是安格爾西郡議會的所在地。據2011年英國人口普查，蘭蓋夫尼有人口5,116人，是安格爾西島第二大城市。人口普查結果還顯示蘭蓋夫尼83.8%的人口會流利使用威爾斯語，其中比例最高的10-14歲人口，這一年齡層的人口中95.2%會使用威爾斯語。這裡的主要產業是畜產業。

## 外部連結
- photos of Llangefni and surrounding area on geograph
- 格網參考 SH457758
- http://www.llangefni.org （页面存档备份，存于）